# Ik kan het niet meer aan
Ik kan het niet meer aan is de tweede single van de Vlaamse popgroep Mama's Jasje. De single werd in 1990 op een 7"-grammofoonplaat uitgebracht. In 1992 werd het nummer heruitgebracht op de single Doe het licht maar uit.

## Tracklist
- 'Ik kan het niet meer aan'
- 'Libanon'